# 法恩·萨珊
法恩·萨珊（Farn-Sasan） 是印度-帕提亚王国的最后一位统治者，在约公元210至226年间统治着锡斯坦地区。这位统治者并未出现在任何文献中，仅在其发行的货币上留下了记录。他可能在226年被萨珊开国君主阿尔达希尔一世 (224–242年在位）击败，这也标志印度-帕提亚王国统治的结束。

## 语源
名字的主要部分“萨珊”在印度-帕提亞王國很常见。这个名字的语源尚不明确；根据David Neil MacKenzie与V.A. Livshits两位学者的观点，它衍生自古伊朗语*Sāsāna（“击败敌人”）。它也是一个受印度-帕提亚王国和花剌子模人崇敬的拜火教神明的名字。